# Cité du train
Het Cité du train, voluit Cité du Train - Patrimoine SNCF, is een Frans spoorwegmuseum in Mulhouse. Het bevindt zich een kilometer ten noordwesten van het station Mulhouse-Dornach, in het westen van de stad.

## Geschiedenis
De oorsprong van het museum is een in 1961 geïnventariseerde collectie van 36 stuks oud treinmateriaal verzameld in de oude stelplaats van het station Chalon-sur-Saône. In de jaren zestig komt het tot een consensus tussen de Société Industrielle de Mulhouse, de SNCF en de Franse minister van transport voor de creatie van een spoorwegmuseum in Mulhouse. In 1969 wordt de Association du Musée Français du Chemin de Fer opgericht. 
Het musée français du chemin de fer (nationaal museum van de Franse spoorwegen) opent op 12 juni 1971 op de voorlopige site van het voormalig depot van de stoomspoorwegen in Mulhouse-Nord. Dat zelfde jaar vat het stadsbestuur van Mulhouse de bouw van een nieuw museumgebouw aan. Het museum opent op zijn actuele locatie in het westen van Mulhouse, in Mulhouse-Dornach, op 19 juni 1976. Op een expositieoppervlakte van 6.000 m² worden 52 stuks rollend materieel tentoongesteld. 
In 1983 volgt een eerste uitbreiding, waarmee de expositieruimte van 6 naar 12 sporen gaat, en de oppervlakte tot 13.000 m² wordt uitgebreid. Bijkomende uitbreidingen volgden in 1995 en 2003. Op 18 juni 2004 wordt een beheersovereenkomst getekend tussen het Musée Français du Chemin de Fer en de nieuwe uitbater van het museum Culturespaces. Het museum krijgt met Cité du train ook een nieuwe naam. In 2005 volgt nog een nieuwe expositiehal, in 2007 wordt de oude hal van 13.000 m³ gemoderniseerd. De collectie wordt uitgebreid in 2010 met materiaal van de stelplaats van het station Mohon. In 2013 opent een buitenexpositie op een oppervlakte van 10.000 m². 
In 2018 volgt een nieuwe naamswijziging, en wordt de officiële naam van het museum Cité du Train - Patrimoine SNCF.